# Jeanne Brault
Pour les articles homonymes, voir Brault.
Jeanne Brault Laurin (née Jeanne Brault en 1923 et décédée le 11 septembre 2012) est connue pour être la première mécanicienne du Canada. Elle est originaire de Saint-Étienne-de-Beauharnois, où son père, Albert Brault possédait un garage.

## Époque concernée
C'est à l'époque où la société québécoise et canadienne passait du transport par les chevaux au transport motorisé. 1925-1945 Albert Brault, père de Jeanne était d'abord cordonnier-sellier. De façon autodidacte, il a fait l'apprentissage des éléments de la mécanique jusqu'à transformer sa boutique de sellier en garage pour tracteurs et automobiles.

## Formation et reconnaissance
À cette époque, aucune formation en mécanique automobile n'existait. La jeune Jeanne s'initie à la mécanique automobile auprès de son père et avec les années elle obtient sa carte d'apprentie  par le Comité paritaire des métiers de l'automobile. Par la suite, elle obtiendra sa carte de compétence à titre de mécanicienne.
En 1943, l'Association des marchands détaillants lui décerne le titre officiel de première femme mécanicienne au Canada.

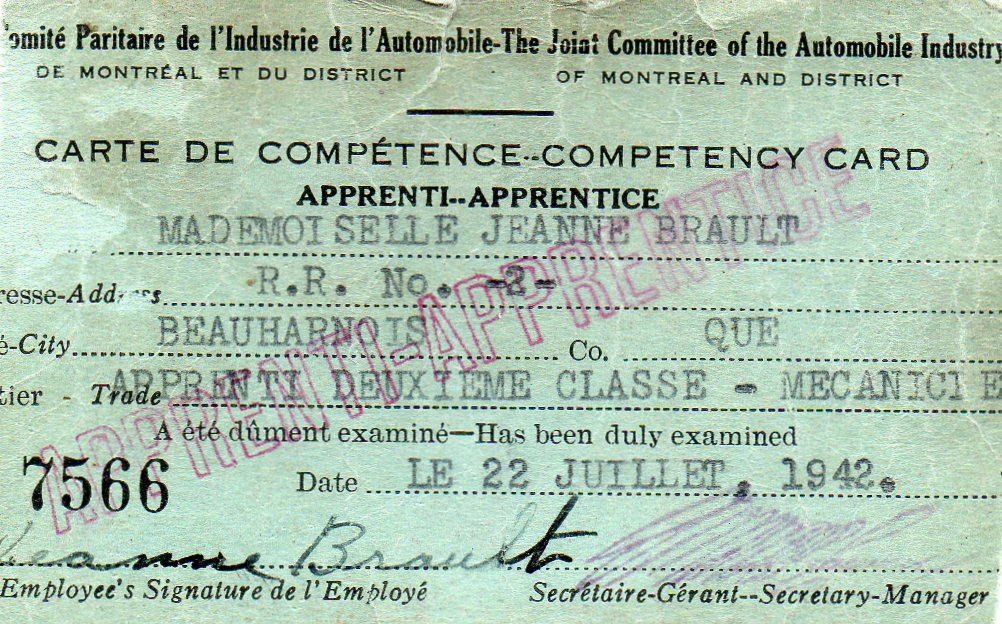
CARTE

Sur le site Famous Canadian women's famous first on relate le fait que Jeanne Brault ait été la première femme mécanicienne au Canada.

## Un livre
Un projet d'autobiographie a été amorcé sur la vie de Jeanne Brault Laurin : Ma vie pleine de vie aux Éditions du 21 en 2012. Malheureusement, la maladie et une courte espérance de vie a coupé court ce projet. Néanmoins, les éditions du vingt et un ont publié l'état du projet où l'enfance et la jeunesse de Jeanne ont pu être développées, dont son apprentissage et sa pratique du métier de mécanicienne.
Évidemment ce livre s'arrêtant à l'âge de 21 ans où Jeanne se marie à Rolland Laurin, le lecteur est privé de larges pans de cette vie riche en expériences diverses : entrepreneure, commerçante, maître de poste, etc. Sans oublier le fait qu'elle fut mère de quatre enfants.

## Jeanne et filles, un garage coopératif
La création du projet de garage coopératif amené par Marilyne Veilleux portera le nom de « Jeanne & filles » en l'honneur de Jeanne Brault Laurin. 
Marilyne Veilleux et ses amies travaillent à démocratiser la mécanique automobile.

## Une BD
En Belgique, l'autrice et scénariste jeunesse Bénédicte Carboneill connue sous le nom de Carbone prépare la sortie du tome 3 de La Brigade des Souvenirs, dont la parution est prévue pour août 2022. La carrière de première mécanicienne au Canada de Jeanne Brault y sera un thème important.

## Revues
Dans sa revue Au fil du temps, (une publication de la Société d'histoire et de généalogie de Salaberry) au volume 22, numéro 3 publié en octobre 2013, un article, écrit par Jocelyne Laurin, a été consacré à l'histoire du livre. Le titre : Ma vie pleine de vie l'histoire du livre ; un projet inachevé.
Et en ce qui relève de la revue de la Société de l’histoire postale du Québec (SHQP), dans son édition d’avril 2021 ( #144) c’est dans un article de monsieur Maurice Touchette qui nous retrouvons les références concernant Jeanne Brault, première femme mécanicienne au Canada. Voir cet article ayant pour titre « Le bureau de poste de Vendôme » en page 41